# النظرة المسيحية عن محمد بن عبد الله

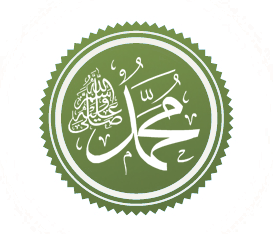
اسم النَّبي مُحمَّد بخط الثلث ملحَق بالصلاة والسلام عليه

تاريخيًا لا يوجد أي وثيقة رسميّة صادرة عن المؤسسات الكنسيّة أو سواه، تتناول الحديث عن محمد بن عبد الله الرسول عند المسلمين، السابقة الوحيدة في هذا الإطار كانت المجمع الفاتيكاني الثاني المنعقد عام 1962 والذي تكلّم عن الإسلام بوجه عام وليس عن النبي فأشاد بكثير من الأمور المشتركة بين الدينيين، وبالتالي فإن المؤسسات الرسميّة المسيحية لم تتطرق إلى النبي محمد لا من قريب ولا من بعيد. أما بالنسبة لآراء المؤلفين والكتاب المسيحيين فهي متنوعة وتتراوح بين السلبيّة خصوصًا التي تعود خلال مرحلة القرون الوسطى، فحينها كانت الحروب تتواصل بين العالم المسيحي والإسلامي خصوصًا في إسبانيا وتركيا، وبالتالي لم يختبر مسيحيو أوروبا الإسلام كدين بقدر ما اختبروه كقوة غازية، وبين آراء متوازية، وأخرى أكثر إيجابية حيث أن هناك أصوات لمثقفين مسيحيين تدعو للاعتراف بنبوة محمد في ظل التقاليد المسيحية وذلك لخلق فرصة أكبر للحوار مع الإسلام.

## آراء اللاهوتيون المسيحيون
هناك عدد من علماء ولاهوتيي المسيحية، خاصة من العصور الوسطى وحتى العصر الحديث، اعتبروا محمدًا "نبيًا كاذبًا" من وجهة نظرهم اللاهوتية، بناءً على رفضهم لفكرة الوحي القرآني ومناقضته لعقائد المسيحية التقليدية. وفيما يلي أبرز هؤلاء مع استشهادات من كتبهم أو أقوالهم:

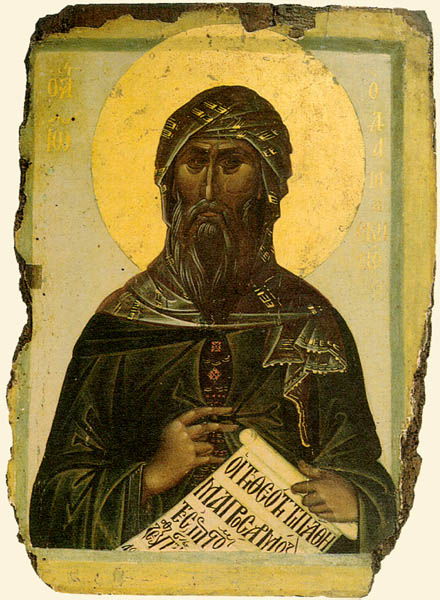
يوحنا الدمشقي.

يعتبر يوحنا الدمشقي (676-749 م) أول من أعطى رأيًا مسيحيًا عنه، ففي كتابه «ينبوع الحكمة» اعتبره نبيًا كاذبًا تأثر بالهرطقة الآريوسية بعد لقائه بالراهب بحيرى واستعمل القرآن لتغطية آثامه، ويقول في كتابه "الهراطقة" «إلى حد هذا اليوم، لا يزال موجودًا بيننا نبي كاذب يُدعى محمد، ظهر بين العرب»، ويضيف أن محمدًا اخترع بدعة جديدة وأخذ أجزاءً من اليهودية والمسيحية وركّبها معًا كديانة توفيقية، وهو ما أطلق عليها اسم "هرطقة الإسماعيليين". وتعتبر أعماله هي الأساس الذي اعتمد عليه اللاهوتيون الغربيون في انتقاد الإسلام. ويقول توما الأكويني: «الذين آمنوا بمحمد انقادوا إليه كأنه جاء بمعجزات تُظهر طبيعته الإلهية، ولكن ليس هناك دليل على ذلك... بل آمنوا به بالسيف، وهذا يخالف سُنة الأنبياء الحقيقيين.».
غير أن النظرة المشرقية لمحمّد اتسمت بانفتاح أكبر، فعندما سأل الخليفة العباسي محمد المهدي بطريرك كنيسة المشرق طيماثيوس الأول عن رأيه في محمد، أجاب: «كان يمشي على خُطى الأنبياء». كما أثنى طيماثيوس على محمد لكونه «أعدل شعبه عن عبادة الأوثان إلى معرفة الله الواحد». غير أن الصدامات اللاحقة مع المسلمين في الأندلس وفلسطين أدت إلى ظهور تيار مغالي في انتقاد الإسلام واشتد هذا التيار بعد حروب الأوروبيين مع العثمانيين خاصة لدى المصلحين البروتستانت؛ فقارن مارتن لوثر محمدًا ببابا روما من حيث السوء ووصفه «بالابن البكر للشيطان»، وقال عنه «محمد هو الشيطان نفسه متنكّرًا في صورة نبي، وكل ما جاء به هو من الشيطان».
وصف الدفاعيون الكاثوليك محمدًا في مطلع القرن العشرين على أنه مختل اجتماعي، غير أن رسالته انطلقت من فهم خاطيء لليهودية والمسيحية. وأشاد «هيلير بيلوك» أحد أبرز الدفاعيين الكاثوليك في مطلع القرن العشرين برسالة الرسول التي وضعت مكانة خاصة للمسيح وأمه مريم، غير أنه اعتبر أنه أتي بديانة جديدة بل رأى أن الإسلام هرطقة نسطوريه  دمجت بها بعض من ديانات العرب. ومنذ انعقاد المجمع الفاتيكاني الثاني داخل الكنيسة الكاثوليكية  في ظل التقاليد المسيحية وذلك لخلق فرصة أكبر للحوار مع الإسلام. ويشبه مونتغمري وات محمد بأنبياء العبرانيين في كتابه «حقيقة دينية لعصرنا»: